# Timothy Spall

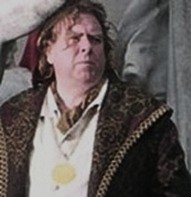
Timothy Spall na planie Zaczarowanej

Timothy Leonard Spall (ur. 27 lutego 1957 w Londynie) – brytyjski aktor filmowy, teatralny i telewizyjny. Grał w filmach Mike’a Leigh: Życie jest słodkie, Sekrety i kłamstwa i Topsy-Turvy. W 1999 został odznaczony Orderem Imperium Brytyjskiego.

## Życiorys

### Wczesne lata
Urodził się w Battersea, części Londynu, w gminie London Borough of Wandsworth jako trzeci z czterech synów. Jego matka, Sylvia R. (z domu Leonard), była fryzjerką, a jego ojciec, Joseph L. Spall, był pracownikiem pocztowym. Jako nastolatek był kadetem. Studiował w National Youth Theatre. Ukończył Royal Academy of Dramatic Art, gdzie grał role tytułowe w Makbecie i Otellu.

### Kariera
W 1978 wystąpił gościnnie w jednym z odcinków serialu BBC2 Play of the Week i dramacie Edwarda Bennetta Historia życia Baala (The Life Story of Baal) na motywach sztuki Bertolta Brechta Baal. W 1979 dołączył do Royal Shakespeare Company i przez około dwa lata występował w Wesołych żonach z Windsor, Cymbelinie, Trzech siostrach i Nicholasie Nickleby. Rozpoznawalność przyniosła mu rola Barry’ego Spencera Taylora w serialu ITV/BBC One Auf Wiedersehen, Pet (1983-2004).
Był pięciokrotnie nominowany do nagrody BAFTA: jako Maurice Purley w dramacie Mike’a Leigh Sekrety i kłamstwa (1996), za rolę Pana Venusa w miniserialu Nasz wspólny przyjaciel (Our Mutual Friend, 1998), jako Oswald Bates w telewizyjnym dramacie historycznym Shooting the Past (1999), jako aktor Richard Temple, który gra Mikado w biograficznym dramacie muzycznym Mike’a Leigh Topsy-Turvy (1999) i za rolę Tommy’ego Raga w telewizyjnym komediodramacie BBC Odkurzając zupełnie nago w raju (Vacuuming Completely Nude in Paradise, 2001) w reż. Danny’ego Boyle’a. Za kreację J.M.W. Turnera w dramacie biograficznym Mike’a Leigh Pan Turner (Mr. Turner, 2014) otrzymał nagrodę dla najlepszego aktora na 67. MFF w Cannes oraz Europejską Nagrodę Filmową za najlepszą rolę męską. Za występ jako Winston Churchill wraz z całą obsadą dramatu historycznego Toma Hoopera Jak zostać królem (The King’s Speech, 2010) zdobył Nagrodę Amerykańskiej Gildii Aktorów Filmowych w roku 2011.
Znany jest też z roli Peter Pettigrew w serii filmów Harry Potter.

## Życie prywatne
1 grudnia 1981 ożenił się z Mary Jane. Ma trójkę dzieci, dwie córki i syna:
- Pascale (ur. 1976)
- Mercedes (ur. 1985)
- Rafe Josepha (ur. 10 marca 1983).

W 1996 zdiagnozowano u niego białaczkę.

## Filmografia
- Kwadrofonia (1979) jako Harry, kinooperator
- Remembrance (1982) jako Douglas
- Misjonarz (The Missionary, 1982) jako Parswell
- Oliver Twist (1982) jako 1st Constable
- Home Sweet Home (1982) jako Gordon
- Auf Wiedersehen, Pet (1983–2004) jako Barry Taylor
- Oblubienica Frankensteina (The Bride, 1985) jako Paulus
- Dutch Girls (1985) jako Lyndon
- Gotyk (Gothic, 1986) jako dr Polidori
- Body Contact (1987) jako Paul
- Koniec podróży (Journey`s End, 1988) jako porucznik Hibbert
- Zabić księdza (To Kill a Priest, 1988) jako Igor
- Sen demona (The Dream Demon, 1988) jako Peck
- Crusoe (1989) jako Wielebny Milne
- 1871 (1990) jako Ramborde
- Pod osłoną nieba (The Sheltering Sky, 1990) jako Eric Lyle
- Biały myśliwy, czarne serce (White Hunter, Black Heart, 1990) jako Hodkins, Bushpilot
- Życie jest słodkie (Life Is Sweet, 1990) jako Aubrey
- Broke (1990)
- Spender (1991–1993) jako Robert Cunningham
- Frank Stubbs Promotes (1993–1994) jako Frank Stubbs
- Outside Edge (1994–1996) jako Kevin Costello
- Nice Day at the Office (1994) jako Phil Bachelor
- Sekrety i kłamstwa (Secrets & Lies, 1996) jako Maurice
- Hamlet (1996) jako Rosencrantz
- Wyspa Neville’a (Neville's Island, 1998) jako Gordon
- Szalona kapela (Still Crazy, 1998) jako David 'Beano' Baggot
- Mądrość krokodyli (Wisdom of the crocodiles, 1998) jako inspektor Healey
- Nasz wspólny przyjaciel (Our Mutual Friend, 1998) jako pan Venus
- Potajemny ślub (The Clandestine Marriage, 1999) jako Sterling
- Topsy-Turvy (1999) jako Richard Temple
- Shooting the Past (1999) jako Oswald Bates
- Uciekające kurczaki (Chicken Run, 2000) jako Nick (głos)
- Stracone zachody miłości (Love’s Labour’s Lost, 2000) jako don Armado
- Intymność (Intimacy, 2000) jako Andy
- Rough for Theatre II (2000) jako B
- The Thing About Vince (2000) jako Vince Skinner
- Vatel (2000) jako Gourville
- Vanilla Sky (2001) jako Thomas Tipp
- Szczęśliwa zrywa (Lucky Break, 2001) jako Cliff Gumball
- Gwiazda rocka (Rock Star, 2001) jako Mats
- Odkurzając zupełnie nago w raju[5], 2001) jako Tommy Rag
- Perfect Strangers (2001) jako Irving
- The Old Man Who Read Love Stories (2001) jako Luis Agalla
- Nicholas Nickleby (2002) jako Charles Cheeryble
- Wszystko albo nic (All or Nothing, 2002) jako Phil
- Bodily Harm (2002)
- Mój dom w Umbrii (My House in Umbria, 2003) jako Quinty
- Ostatni samuraj (The Last Samurai, 2003) jako Simon Graham, tłumacz Algrena
- Wyrównanie rachunków (Gettin' Square, 2003) jako Darren Barrington
- Last Rumba in Rochdale (2003) jako Frederico Formaggio (głos)
- Harry Potter i więzień Azkabanu[6], 2004) jako Peter Pettigrew
- Lemony Snicket: Seria niefortunnych zdarzeń[7], 2004) jako pan Poe
- Harry Potter i Czara Ognia[8], 2005) jako Peter Pettigrew
- Cherished (2005) jako Terry Cannings
- Klasa pana Harveya (Mr Harvey Lights a Candle, 2005) jako Malcolm Harvey
- Pierrepoint: Ostatni kat (2005) jako Albert Pierrepoint
- Zaczarowana (2007) jako Nathaniel
- Harry Potter i Książę Półkrwi[9], 2008) jako Peter Pettigrew
- Sweeney Todd: Demoniczny golibroda z Fleet Street[10] 2008) woźny Beadle Bamford
- Appaloosa (2008)
- Przeklęta liga (2009) jako Peter Taylor
- Kwiat pustyni (Desert Flower, 2009) jako Terry Donaldson
- Harry Potter i Insygnia Śmierci: Część I[11], 2010) jako Peter Pettigrew
- Jak zostać królem (The King’s Speech, 2010) jako Winston Churchill
- Alicja w Krainie Czarów (Alice in Wonderland, 2010) jako Bernard (głos)
- My Angel (2011) jako pan Lambert
- Miłosny kąsek (Love Bite, 2011) jako Sid
- Miejsce na miotle (Room on the Broom, 2011) jako Smok (głos)
- Odwróceni zakochani (Upside Down, 2012) jako Bob Boruchowitz
- Ziemia jałowa (The Rise, 2012) jako komisarz  West
- Syndykat (The Syndicate, 2012) jako Bobby Davies
- Sindbad (Sindbad, 2013) jako Anicetus
- Riwiera dla dwojga (Love Punch, 2013) jako Jerry
- Blandings (2013) jako lord Clarence Emsworth
- Pan Turner (2014) jako William Turner
- Jeźdźcy (2014) jako pan Mx
- Do zakochania jeden krok (Finding Your Feet) jako Charlie
- Spencer (2021) jako major Alistar
- Bielmo (The Pale Blue Eye) jako nadinspektor Thayer